# صموئيل ديفيد
صموئيل ديفيد (بالفرنسية: Samuel David)‏ هو ملحن فرنسي، ولد في 12 نوفمبر 1836 في باريس في فرنسا، وتوفي بنفس المكان في 3 أكتوبر 1895.